# Národní park Velká Fatra
Národní park Velká Fatra (slovensky Národný park Veľká Fatra) je nejmladším z devíti národních parků na Slovensku. Většina jeho území leží v jižní části Žilinského kraje a malá část v severní části Banskobystrického kraje. Národní park spolu s ochranným pásmem zabírá téměř celé území Velké Fatry, jež patří k vnějším Západním Karpatům.

## Ochrana území
Roku 1972 vznikla na území Velké Fatry za účelem ochrany horského pásma s vysokým zastoupením zachovaných karpatských lesů a hřebenovými pastvinami chráněná krajinná oblast Velká Fatra. Národní park byl na jejím místě zřízen 1. dubna roku 2002 na ploše 403,71 km² s ochranným pásmem o velikosti 261,32 km².
Po vstupu Slovenska do EU byl národní park zařazen do soustavy chráněných území evropského významu Natura 2000.

## Charakteristika

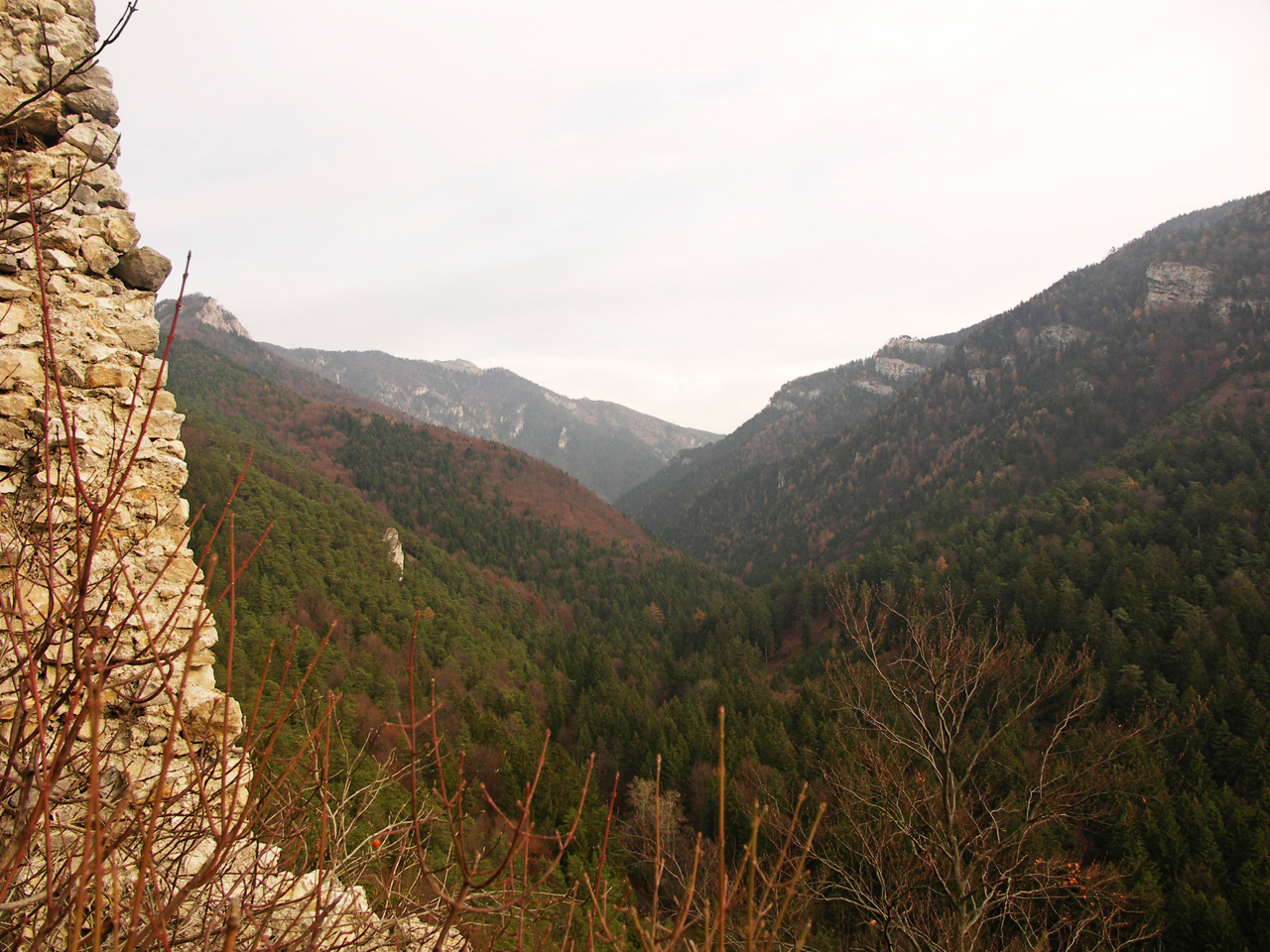
Gaderská dolina, pohled od zříceniny Blatnického hradu

Území národního parku je z 85 % pokryto lesy. Dalším významným biotopem jsou hřebenové pastviny, jež vznikly v 15.—17. století v období zvaném Valašská kolonizace. Nacházejí se zde také zbytky porostů borovice lesní. Hojně se zde vyskytuje tis červený. Harmanecké údolie je významné jako nejbohatší tisová lokalita ve střední a pravděpodobně i v celé Evropě.[zdroj?] Tis je součástí loga národního parku Velká Fatra a v místě největšího výskytu byla vyhlášena národní přírodní rezervace Harmanecká tisina.
Národní park Velká Fatra je také díky vydatným srážkám a nízkému výparu v oblasti důležitým zdrojem pitné vody. Jádro pásma je složeno ze žuly, která vystupuje na povrch jen na několika místech, častější jsou různé břidlicové hřebeny známé jako Hôlna Fatra a vápencové a dolomitové skály, které tvoří malebné terény známé jako Bralná Fatra. Jsou zde také různé krasové oblasti, převážně jeskyně. Pro veřejnost je zpřístupněna Harmanecká jaskyňa.
Nejvyšším vrcholem na území národního parku je Ostredok (1592 m n. m.).
Různé druhy skal a půd, různé typy terénu s loukami a pastvinami, útesy a údolími poskytují podmínky pro velmi bohatou flóru a faunu. V hojném počtu zde žijí všechny evropské druhy velkých šelem: medvěd hnědý, vlk obecný a rys ostrovid.
Park je oblíbený mezi turisty, především díky pěším túrám. Nedaleko se nachází lokalita světového kulturního dědictví UNESCO, osada Vlkolínec.

## Maloplošná chráněná území
V národním parku leží tři přírodní památky: Mažarná, Dekrétova jaskyňa a Jelenecká jaskyňa. Starší maloplošná chráněná území byla k 1. lednu 2024 zrušena a začleněna do systému zón národního parku. Byly to:
- národní přírodní rezervace Borišov, Madačov, Padva, Tlstá, Veľká Skalná, Čierny kameň, Jánošíkova kolkáreň, Kornietová, Kundračka, Rumbáre, Skalná Alpa, Suchý vrch a Rakšianske rašelinisko
- přírodní rezervace Biela skala, Smrekovica, Pralesy Slovenska –  Japeň, Pralesy Slovenska – Drobkov, Pralesy Slovenska – Ostredok, Pralesy Slovenska – Rovne, Pralesy Slovenska – Čierny kameň, Pralesy Slovenska – Jánošíkova kolkáreň, Pralesy Slovenska – Jarabinská, Pralesy Slovenska – Maďarovo, Pralesy Slovenska – Magurka, Pralesy Slovenska – Malá SMrekovica, Pralesy Slovenska – Raková, Pralesy Slovenska – Skalná Alpa, Pralesy Slovenska – Tanečnica
- přírodní památky Majerova skala, Blatné, Prielom Teplého potoka
- chráněné areály Dekretov porast, Krásno, Háj pred Teplou dolinou, Revúca